# واغاسي

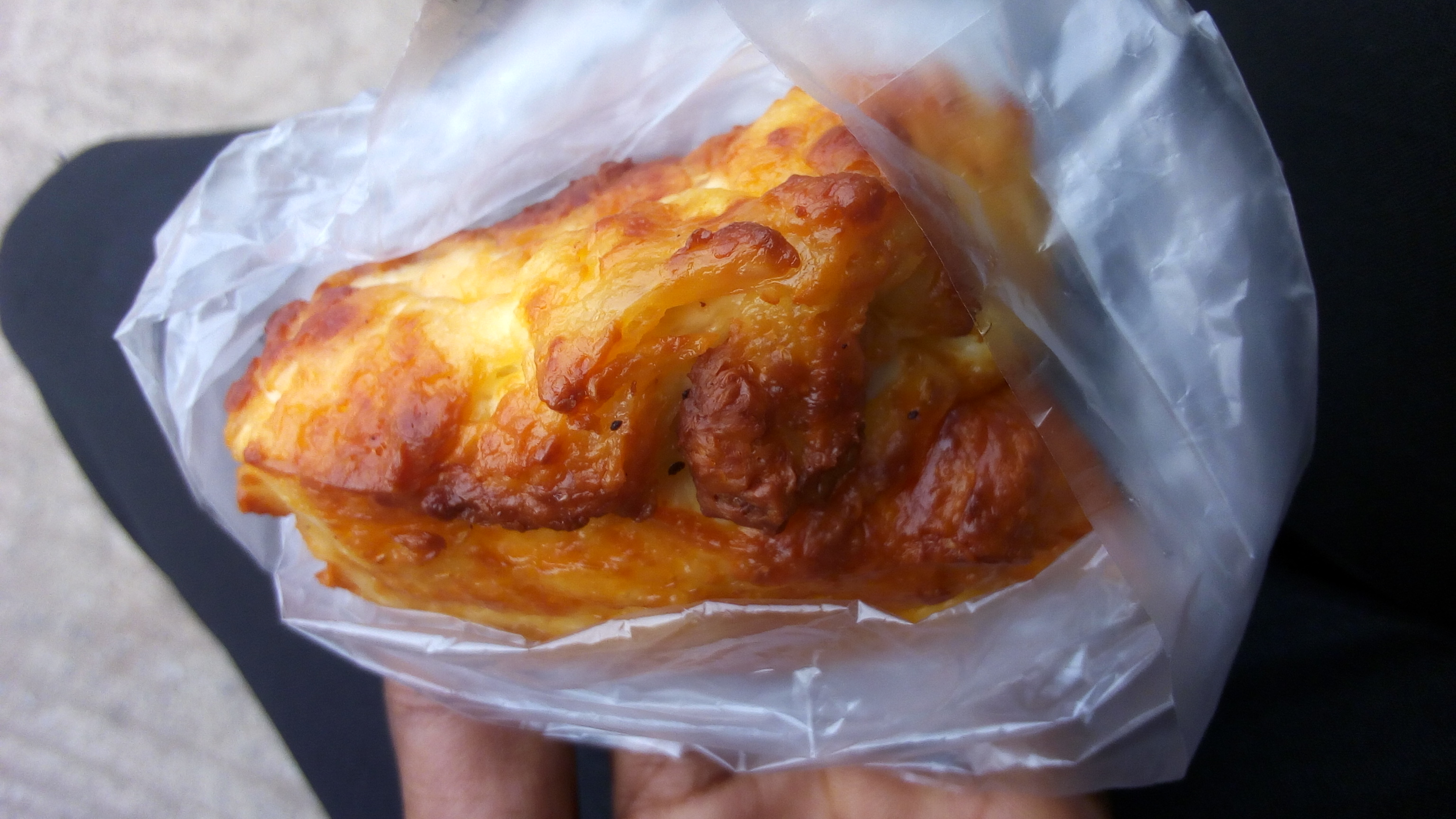
واغاسي

واغاسي، نوع من الجبن، يصنع من حليب البقر. يصنع هذا الجبن في بنين خاصة في المنطقة الشمالية حيث تصنعه قبائل شعب الفولاني. ويباع في باراكو بكثرة وهي مدينة تقع في وسط بنين.
يتميز جبن واغاسي بكونه طري ومعتدل النكهة، ويستخدم في الطبخ.